# Henry H. Bingham
Henry Harrison Bingham (4 décembre 1841, Philadelphie - 22 mars 1912), est un général et homme politique américain.

## Biographie
Général de l'Armée de l'Union et décoré de la Medal of Honor, il est membre de la Chambre des représentants des États-Unis de 1879 à 1912.
Le Comté de Bingham a été nommé en son honneur.

## Sources
- (en) Cet article est partiellement ou en totalité issu de l’article de Wikipédia en anglais intitulé « Henry H. Bingham » (voir la liste des auteurs).